# Wilhelm Keudel (Politiker)
Weigand Wilhelm Keudel (* 15. Februar 1818 in Liederbach; † nach 1851) war ein deutscher Politiker und hessischer Landtagsabgeordneter.
Keudel war der Sohn des hessischen Forstkassierers, Hauptmanns im 21. Landregiment und Ökonomen Johann Jost Keudel (1771–1826) und dessen Ehefrau Maria Catharina geborene Zinser, der Tochter des Liederbacher Lehrers Peter Zinser. Weigand, der evangelischer Konfession war, heiratete Elise Luise Christine Caroline Haberkorn (* 1818), die Tochter des Georg Karl Haberkorn (1770–1835) und der Elise geborene Voltzing.
Keudel studierte ab Mai 1836 Forstwissenschaften an der Universität Gießen. Er arbeitete als Ökonom und war 1837 bis 1845 Besitzer des Oberhofs und dann der Herrnmühle in Storndorf. 1841 bis 1851 war er Besitzer des dortigen Unterhofs. 1851 musste er Konkurs anmelden und wanderte nach Williamsburg (Virginia) in den USA aus.
Nach der Märzrevolution wurden die Abgeordneten der Ersten Kammer der Landstände des Großherzogtums Hessen erstmals frei gewählt. Keudel war 1849 bis 1850 gewähltes Mitglied für den Wahlbezirk 3 Homberg und Alsfeld.